# 大今里
大今里（おおいまざと）は、大阪府大阪市東成区にある町名。現行行政地名は大今里一丁目から大今里四丁目。今里地域の一つ。

## 地理
東成区の中央部に位置し、東に神路、西に大今里西、南に大今里南、北の西側に東中本、東側に東今里と接している。

## 世帯数と人口
2019年（平成31年）3月31日現在の世帯数と人口は以下の通りである。
| 丁目         | 世帯数    | 人口    |
| ------------ | --------- | ------- |
| 大今里一丁目 | 1,658世帯 | 3,123人 |
| 大今里二丁目 | 1,447世帯 | 2,962人 |
| 大今里三丁目 | 1,126世帯 | 2,022人 |
| 大今里四丁目 | 943世帯   | 1,889人 |
| 計           | 5,174世帯 | 9,996人 |

### 人口の変遷
国勢調査による人口の推移。
| 1995年（平成7年）  | 11,478人 | [ 5 ] |  |
| 2000年（平成12年） | 10,989人 | [ 6 ] |  |
| 2005年（平成17年） | 10,550人 | [ 7 ] |  |
| 2010年（平成22年） | 10,038人 | [ 8 ] |  |
| 2015年（平成27年） | 9,680人  | [ 9 ] |  |

### 世帯数の変遷
国勢調査による世帯数の推移。
| 1995年（平成7年）  | 4,580世帯 | [ 5 ] |  |
| 2000年（平成12年） | 4,416世帯 | [ 6 ] |  |
| 2005年（平成17年） | 4,428世帯 | [ 7 ] |  |
| 2010年（平成22年） | 4,458世帯 | [ 8 ] |  |
| 2015年（平成27年） | 4,385世帯 | [ 9 ] |  |

## 学区
市立小・中学校に通う場合、学区は以下の通りとなる。なお、小学校・中学校入学時に学校選択制度を導入しており、通学区域以外に東成区の小学校・中学校から選択することも可能。
| 丁目         | 番・番地等        | 小学校               | 中学校             |
| ------------ | ----------------- | -------------------- | ------------------ |
| 大今里一丁目 | 1〜10番 15〜21番  | 大阪市立東中本小学校 | 大阪市立本庄中学校 |
| 大今里一丁目 | 12〜14番 22〜37番 | 大阪市立今里小学校   | 大阪市立本庄中学校 |
| 大今里一丁目 | 11番              | 大阪市立神路小学校   | 大阪市立相生中学校 |
| 大今里二丁目 | 全域              | 大阪市立神路小学校   | 大阪市立相生中学校 |
| 大今里三丁目 | 全域              | 大阪市立今里小学校   | 大阪市立本庄中学校 |
| 大今里四丁目 | 全域              | 大阪市立神路小学校   | 大阪市立相生中学校 |

※一丁目の東中本小学校校区は今里小へも入学可能。

## 事業所
2016年（平成28年）現在の経済センサス調査による事業所数と従業員数は以下の通りである。
| 丁目         | 事業所数  | 従業員数 |
| ------------ | --------- | -------- |
| 大今里一丁目 | 170事業所 | 977人    |
| 大今里二丁目 | 125事業所 | 498人    |
| 大今里三丁目 | 150事業所 | 744人    |
| 大今里四丁目 | 94事業所  | 310人    |
| 計           | 539事業所 | 2,529人  |

## 交通

### 鉄道
- 大阪市高速電気軌道
  - 千日前線・今里筋線 今里駅

### 道路
- 国道308号
- 今里筋

## 施設
- 大阪市立今里小学校
- 大阪市立神路小学校
- 大阪市立今里幼稚園
- 東成今里郵便局
- みずほ銀行 今里支店
- 三菱UFJ銀行 今里北支店
- 尼崎信用金庫 今里支店
- 熊野大神宮

## その他

### 日本郵便
- 〒537-0012[3]（集配局：東成郵便局[13]）